# Cairo (New York)
Pour les articles homonymes, voir Cairo.
Cairo est une ville du comté de Greene, situé dans l'État de New York, aux États-Unis.

## Personnalité liée à Cairo
- Jennifer Connelly, actrice née à Cairo